# Piula australàsica
La piula australàsica (Anthus novaeseelandiae) és un ocell de la família dels motacíl·lids (Motacillidae).

## Hàbitat i distribució
Habita praderies d'Austràlia, Nova Guinea i Nova Zelanda.

## Taxonomia
Segons la classificació del Congrés Ornitològic Internacional, versió 11.1, 2021 es tracta en realitat de dues espècie diferents:
- Anthus novaeseelandiae (sensu stricto) - Piula de Nova Zelanda.
- Anthus australis	Vieillot, 1818 - Piula australiana.